# Argyle (Minnesota)
Argyle – miasto w Stanach Zjednoczonych, w stanie Minnesota, w hrabstwie Marshall.